# ニブ
ニブ（英: nib）とは、ペン先のことである。主に万年筆やコピック、羽ペン、つけペンなどの常にインクの接している部分、ペン先という意味で用いられることが多い。

## 万年筆のニブ
主に金やステンレスなどが使われている。太さについては一般的に、EFもしくはXF（極細字）、F（細字）、FMもしくはMF（中細字）、M（中字）、B（太字）、BB（極太字）、C（特太字）と表記される。他にも楽譜用に作られたミュージック（MS）など多くのバリエーションがある。

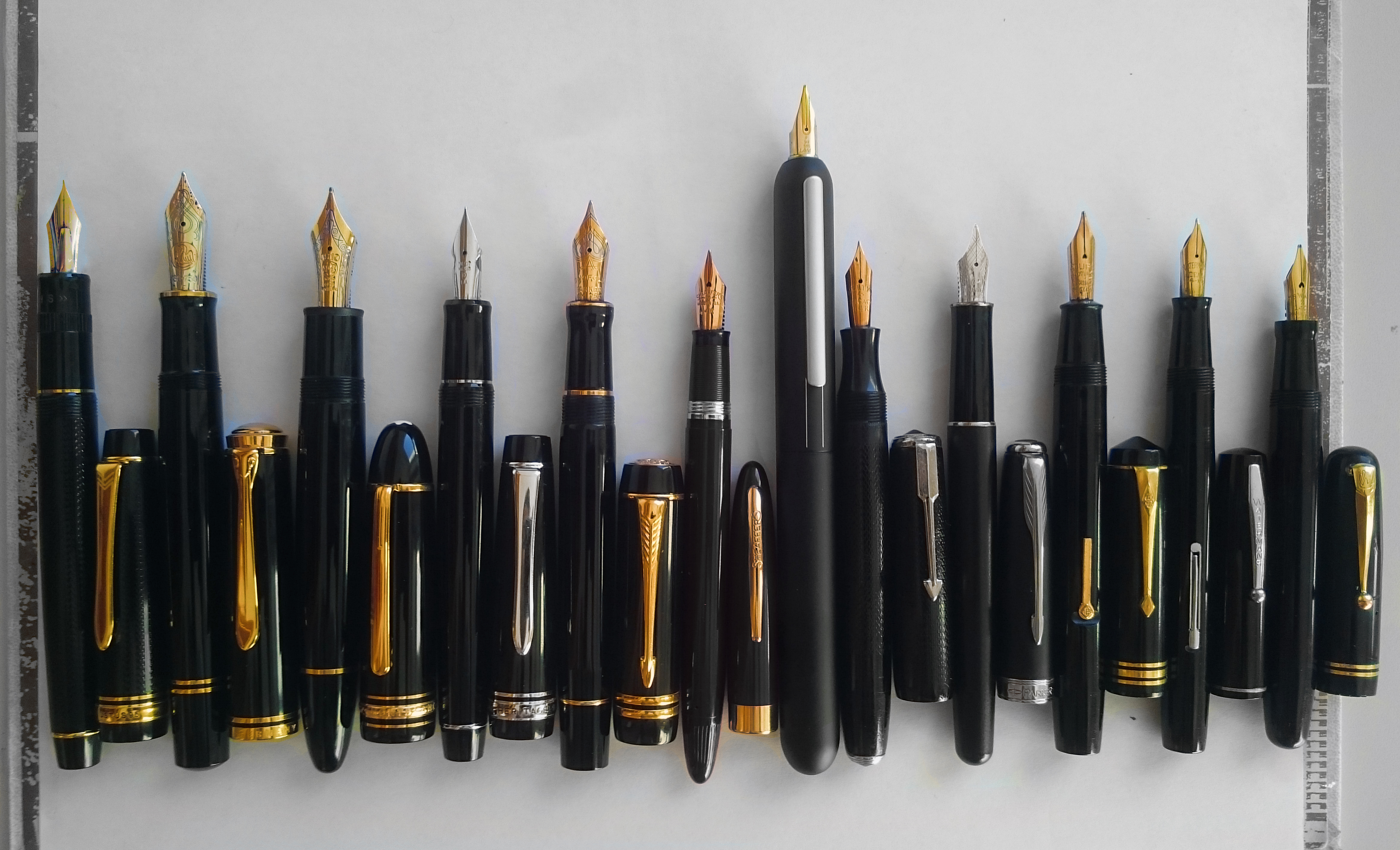
さまざまな種類の万年筆、ペン先もさまざまである。

## コピックのニブ
主にポリエステルで作られている。